# Tom Vandenkendelaere
Tom Vandenkendelaere, né le 2 septembre 1984 à Roulers, est un homme politique belge flamand, membre du CD&V.

## Biographie
Tom Vandenkendelaere suit des études de traducteur-interprète pour l'anglais et l'allemand à la Haute École Léonard de Vinci basée à Bruxelles. En 2007, il obtient un master en relations internationales à l'université du Kent. En 2014, il obtient un doctorat en relations internationales, en présentant une thèse sur l'influence de l'adhésion de la Pologne dans l'Union européenne sur les relations politiques entre la Pologne et l'Allemagne.
De 2013 à 2014, il préside la section jeune du CD&V. Il devient député européen le 6 novembre 2014 en remplaçant Marianne Thyssen, nommée à la commission Juncker et quitte le Parlement européen à la fin de la huitième législature. Il redevient député européen en janvier 2021 à la faveur de la démission de Kris Peeters, et siège jusqu'à la fin de la neuvième législature en 2024.

## Décoration
- Chevalier de l'ordre de Léopold (2024)[2]